# Brodarevo
Brodarevo (izvirno srbsko Бродарево) je naselje v Srbiji, ki upravno spada pod Občino Prijepolje; slednja pa je del Zlatiborskega upravnega okraja.

## Demografija
V naselju, katerega izvirno (srbsko-cirilično) ime je Бродарево, živi 1197 polnoletnih prebivalcev, pri čemer je njihova povprečna starost 31,8 let (30,9 pri moških in 32,7 pri ženskah). Naselje ima 435 gospodinjstev, pri čemer je povprečno število članov na gospodinjstvo 4,09.
To naselje je, glede na rezultate popisa iz leta 2002, večinoma bošnjaško.
|  |

| Demografija | Demografija     | Demografija     |
| Leto        | Št. prebivalcev | Št. prebivalcev |
| ----------- | --------------- | --------------- |
|             |                 |                 |
|             |                 |                 |
|             |                 |                 |
|             |                 |                 |
| 1948        | 732             |                 |
| 1953        | 820             |                 |
| 1961        | 974             |                 |
| 1971        | 1221            |                 |
| 1981        | 1441            |                 |
| 1991        | 2182            | 2130            |
| 2002        | 2390            | 1780            |
|             |                 |                 |

| Etnična sestava po popisu iz leta 2002 | Etnična sestava po popisu iz leta 2002 | Etnična sestava po popisu iz leta 2002 | Etnična sestava po popisu iz leta 2002 | Etnična sestava po popisu iz leta 2002 |
| -------------------------------------- | -------------------------------------- | -------------------------------------- | -------------------------------------- | -------------------------------------- |
| Bošnjaki                               | Bošnjaki                               |                                        | 1.460                                  | 82,02%                                 |
| Srbi                                   | Srbi                                   |                                        | 192                                    | 10,78%                                 |
| Muslimani                              | Muslimani                              |                                        | 100                                    | 5,61%                                  |
| Romi                                   | Romi                                   |                                        | 4                                      | 0,22%                                  |
| Goranci                                | Goranci                                |                                        | 2                                      | 0,11%                                  |
| Črnogorci                              | Črnogorci                              |                                        | 1                                      | 0,05%                                  |
| Jugoslovani                            | Jugoslovani                            |                                        | 1                                      | 0,05%                                  |
| Neznano                                | Neznano                                |                                        | 2                                      | 0,11%                                  |